# La Lastrilla
La Lastrilla is een gemeente in de Spaanse provincie Segovia in de regio Castilië en León met een oppervlakte van 9,44 km². La Lastrilla telt 3.647 inwoners (1 januari 2016).